# Сафонов, Михаил Михайлович
Михаил Михайлович Сафонов (род. 7 января 1947, Москва) — советский спортсмен, четырёхкратный чемпион СССР (1966—1968, 1971), чемпион Европы (1966) по прыжкам в воду, участник двух Олимпийских игр (1964, 1968). Мастер спорта СССР международного класса (1965).  Заслуженный мастер спорта России (2003).

## Биография
Родился 7 января 1947 года в Москве. Начал заниматься прыжками в воду в возрасте 10 лет в СШОР «Юность». На протяжении всей спортивной карьеры тренировался под руководством Виктории Скорлупиной.
Успешно выступал в прыжках как с трамплина, так и с вышки. Наиболее значимых результатов добивался в период с середины 1960-х до начала 1970-х годов, когда трижды выигрывал чемпионат СССР в прыжках с вышки (1966—1968) и один раз победил на трамплине (1971). В те же годы входил в состав сборной страны, участвовал в Олимпийских играх в Токио (1964) и Мехико (1968), выиграл золотые медали Кубка Европы в Зальцбурге (1965) и чемпионата Европы в Утрехте (1966) в прыжках с трамплина.

## Семья
В 1969—1973 годах был женат на советской спортсменке, призёре Олимпийских игр по прыжкам в воду Тамаре Сафоновой (Федосовой).